# Jean-Nicolas Bernard
Jean Nicolas Bernard (Luxemburg-Stad, 28 mei 1803 – aldaar, 10 juni 1866) was een Luxemburgs schilder.

## Leven en werk
Jean-Nicolas Bernard was een zoon van bakker Mathias Bernard en Marguerite Hanus. Hij werd opgeleid aan de Staatstekenschool onder Jean-Baptiste Fresez en ontving in 1826 de zilveren medaille. Hij studeerde korte tijd aan de Koninklijke Academie voor Schone Kunsten van Antwerpen, tot hij eind 1826 François-Joseph Maisonnet opvolgde als professeur in Echternach. Al in april 1827 stapte hij op, omdat hij het niet eens kon worden over zijn gage en huisvesting.
In 1839 opende Bernard een particuliere teken- en schilderschool aan de Rue Chimay in Luxemburg-Stad, de straat waar zijn vader voorheen diens bakkerij had. Bernard was vooral portretschilder, het Luxemburger Wort noemt hem "vor allem der Maler der kleinen Leute, deren Porträts er zumeist in hellen, stimmungsvollen Tönen erstehen läßt".
Bernard overleed op 63-jarige leeftijd. Een van zijn gezichten op de stad werd door Villeroy & Boch gebruikt voor een herdenkingsbord. In 1960 verscheen ter gelegenheid van het 20-jarig bestaan van uitgever Kutter de uitgave 9 Vues de Luxembourg, met facsimiles van litho's van het werk van Fresez en Bernard.

## Enkele werken
- 1828: Portrait de la mède de l'artiste.
- 1830: Portrait de Jean-Baptiste Nothomb (1805-1881), collectie MNAHA
- 1839: Portrait de Mme J.-B. Bodson (Catherine Gelhausen, echtgenote van banketbakker Jean-Baptiste Bodson), collectie MNAHA
- Le boulanger Bernard
- La vallée du Pfaffenthal
- Le Grund
- Un panorama de la ville de Luxembourg

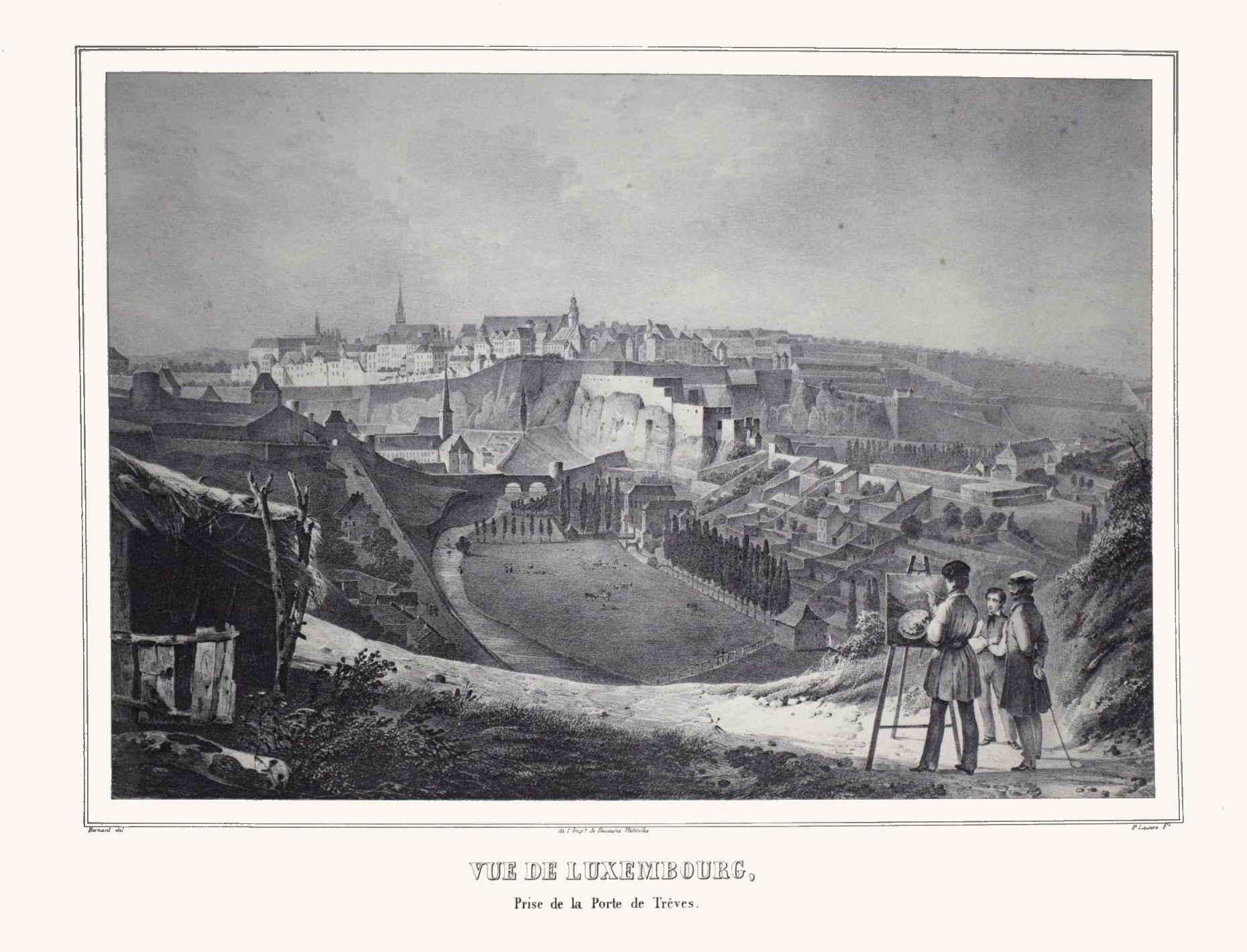
Vue de Luxembourg (1828-1829)
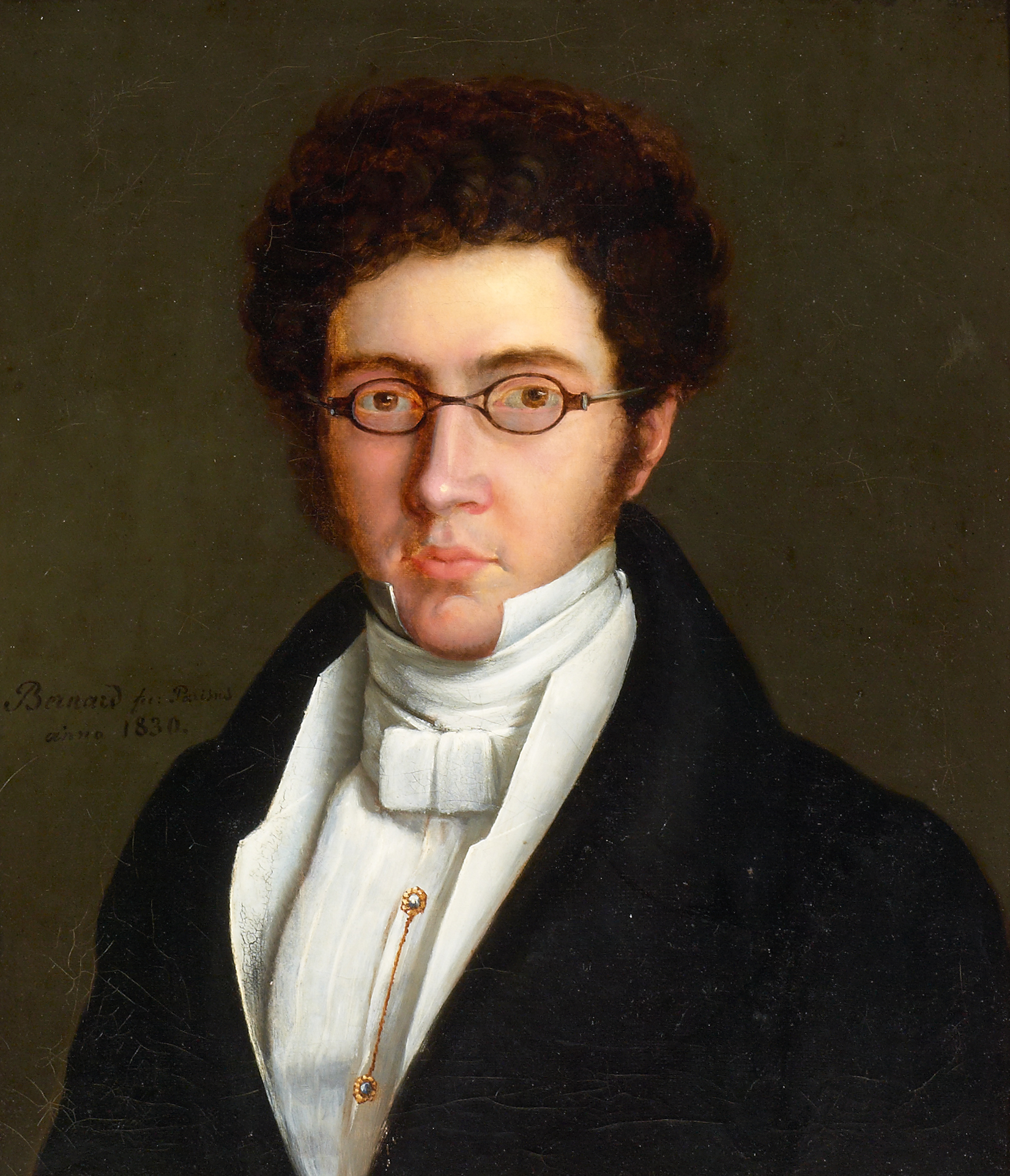
J.-B. Nothomb (1830)
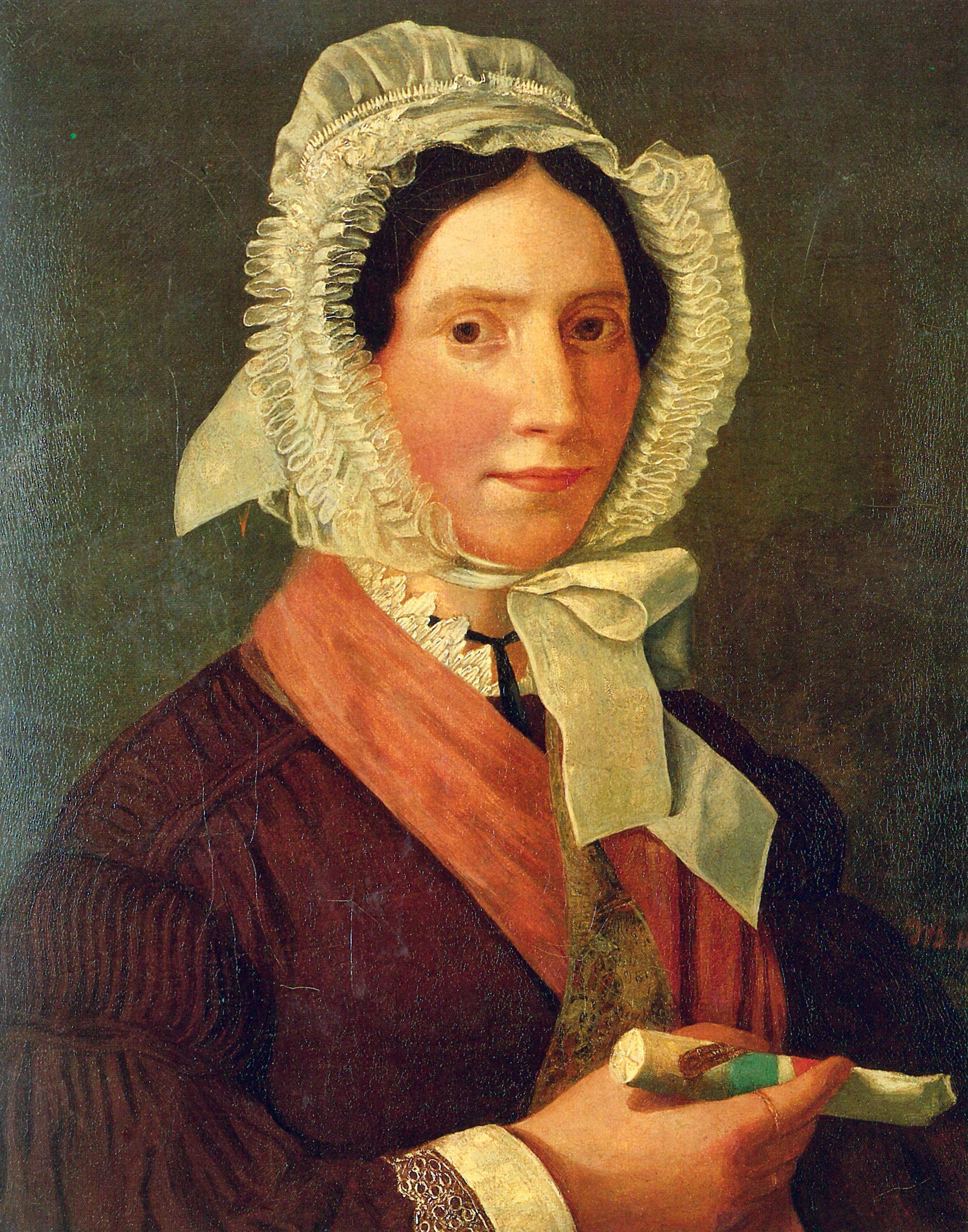
Mme J.-B. Bodson (1839)

- Musée national d'archéologie, d'histoire et d'art: lkl002074